# Confluence (programari)
Confluence és un wiki corporatiu basat en web desenvolupat per l'empresa de programari australiana Atlassian. Atlassian va escriure Confluence en el llenguatge de programació Java i el va publicar per primera vegada el 2004. Confluence Standalone inclou un servidor web Tomcat i una base de dades hsql integrats, i també admet altres bases de dades.
L'empresa comercialitza Confluence com a programari empresarial, amb llicència com a programari local o programari com a servei que s'executa a AWS.

## Història
Atlassian va llançar Confluence 1.0 el 25 de març de 2004, dient que el seu propòsit era construir "una aplicació que es construís segons els requisits d'un sistema de gestió del coneixement empresarial, sense perdre la simplicitat essencial i potent del wiki en el procés".
En versions recents, Confluence ha evolucionat fins a formar part d'una plataforma de col·laboració integrada i s'ha adaptat per funcionar conjuntament amb Jira i altres productes de programari d'Atlassian, com ara Bamboo, Clover, Crowd, Crucible i Fisheye.
El 2014, Atlassian va llançar Confluence Data Center per afegir alta disponibilitat amb balanceig de càrrega entre nodes en una configuració en clúster.

## Característiques
El llibre Social Media Marketing for Dummies del 2007 considerava Confluence un "programari social empresarial emergent" que s'estava "convertint en un actor establert". Wikis for Dummies el descrivia com "un dels wikis més populars en entorns corporatius", "fàcil de configurar i utilitzar" i "una excepció a la regla" que les capacitats de cerca del programari wiki no funcionen bé.
eWeek va citar el 2011 noves funcions de la versió 4 com ara el format automàtic i l'autocompleció, la wiki unificada i WYSIWYG, les notificacions de xarxes socials i la integració d'arrossegar i deixar anar fitxers multimèdia. Els casos d'ús inclouen la comunicació empresarial bàsica, els espais de treball de col·laboració per a l'intercanvi de coneixements, les xarxes socials, la gestió d'informació personal i la gestió de projectes. El diari alemany Computerwoche d'IDG Business Media el compara amb Microsoft SharePoint i el considera "un bon punt de partida" com a plataforma per a la col·laboració empresarial social, mentre que SharePoint és més adequat per a empreses amb processos més estructurats.
Confluence inclou la configuració de plantilles CSS per a estils i formatació per a totes les pàgines, incloses les importades de documents de Word. La cerca integrada permet consultes per data, autor de la pàgina i tipus de contingut, com ara gràfics.
L'eina té complements per a la integració amb formats estàndard, amb una API programable flexible que permet l'expansió. El programari és rellevant com a eina de resum per als requisits que la mateixa empresa pot vincular a tasques del rastrejador d'incidències de Jira.

## Descontinuació del marcatge wiki
A partir de la versió 4.0, el 2011, Confluence va deixar de donar suport al llenguatge de marcatge wiki. Això va provocar l'oposició d'alguns usuaris de versions anteriors que es van oposar al canvi. En resposta, Atlassian va proporcionar un editor de codi font com a complement, que permet als usuaris avançats editar el codi font del document subjacent basat en XHTML. El nou marcatge font està basat en XHTML, però no és compatible amb XHTML.
A més, el marcatge wiki es pot escriure a l'editor, i la funció d'autocompletar i formatar automàticament de Confluence converteix el marcatge wiki al nou format. Després de la conversió en temps real, el contingut no es pot tornar a editar com a marcatge wiki.

## Seguretat
Les dades de Confluence Cloud es xifren en trànsit i en repòs. El juny de 2022, Atlassian va revelar una vulnerabilitat de dia zero a Confluence Server que permetia l'execució remota de codi, que havia estat present durant més d'una dècada.
L'octubre de 2023, Atlassian va revelar una vulnerabilitat crítica de control d'accés que permetia una explotació remota.